# Хойник
Хойник — 1,094 литра зерна. Представлял дневной паёк взрослого мужчины-раба в Древней Греции. Паёк рабынь равнялся половине хойника.
Афиней (272 год до н. э.) сообщил, ссылаясь на Тимея: «Полис коринфян процветал, обладая 460 тыс. рабов», вследствие чего Пифия назвала корифян хойникометрами.
Прокопий Кесарийский упоминал о хойнике как хлебной мере, достаточной для однодневного пропитания.